# Championnats des États-Unis de cyclisme sur piste
Les championnats des États-Unis de cyclisme sur piste sont organisés par l'USA Cycling.
Les compétitions, auparavant réservées aux amateurs, sont devenues professionnelles en 1999.

## Palmarès masculin

### Américaine
| Année | Vainqueur                             | Deuxième                       | Troisième                             |
| 2000  | Colby Pearce Michael Tillman          |                                |                                       |
| 2001  | James Carney Colby Pearce             |                                |                                       |
| 2002  | James Carney Colby Pearce             |                                |                                       |
| 2003  | Jackson Stewart Erik Saunders         | Jonas Carney Colby Pearce      | Kenny Williams Tyler Farrar           |
| 2004  | Matt Stephens Charles Bradley Huff    | Jonas Carney Colby Pearce      | Robert Lea James Carney               |
| 2005  | Colby Pearce Chad Hartley             | Michael Friedman Robert Lea    | Rahsaan Bahati Erik Saunders          |
| 2006  | Charles Bradley Huff Michael Friedman | Chad Hartley Rahsaan Bahati    | Dan Vogt Austin Carroll               |
| 2007  | Robert Lea Colby Pearce               | Rahsaan Bahati Austin Carroll  | Michael Friedman Charles Bradley Huff |
| 2008  | Colby Pearce Daniel Holloway          | Guy East Austin Carroll        | Danny Heeley Ian Moir                 |
| 2009  | Cody O'Reilly Iggy Silva              | Ryan Luttrell Ryan Sabga       | Shane Kline Robert Lea                |
| 2010  | Ian Moir Danny Heeley                 |                                |                                       |
| 2011  | Ian Moir James Carney                 |                                |                                       |
| 2012  | Robert Lea John Simes                 |                                |                                       |
| 2013  | Robert Lea John Simes                 |                                |                                       |
| 2014  | Robert Lea John Simes                 | Jacob Duehring Adrian Hegyvary | Zack Allison Zachary Kovalcik         |
| 2015  | Robert Lea Jacob Duehring             | Ian Holt Mat Stephens          | Chris Carlson Zachary Carlson         |
| 2016  | Robert Lea Zachary Kovalcik           | Jacob Duehring Daniel Holloway | Roger Anslie Eric Geirer              |
| 2018  | Adrian Hegyvary Daniel Holloway       | Shane Kline Justin Williams    | Justin Butsavage Zachary Kovalcik     |
| 2019  | Adrian Hegyvary Daniel Holloway       | Gavin Hoover Eric Young        | Shane Kline Justin Williams           |
| 2021  | John Croom Tristan Manderfeld         | Ryan Jastrab Kyle Perry        | Dan Breuer Lucas Strain               |
| 2022  | Colby Lange Tristan Manderfeld        | Ryan Jastrab Eddy Huntsman     | Cade Bickmore Danny Sumerhill         |

### Course à l'élimination
| Année | Vainqueur     | Deuxième        | Troisième          |
| 2021  | John Croom    | Ryan Jastrab    | Eddy Huntsman      |
| 2022  | Eddy Huntsman | Ryan Jastrab    | Tristan Manderfeld |
| 2023  | Eddy Huntsman | David Domonoske | John Bowie         |

### Course aux points
| Année | Vainqueur          | Deuxième         | Troisième        |
| 1950  | Al Stiller         |                  |                  |
| 1951  | Al Stiller         |                  |                  |
| 1978  | Ron Skarin         |                  | Roger Young      |
| 1981  | Ron Skarin         |                  |                  |
| 1985  | Carl Sundqvist     |                  |                  |
| 1986  | Franke Andreau     |                  |                  |
| 1987  | Dan Vogt           |                  |                  |
| 1988  | Franke Andreau     | Dan Vogt         |                  |
| 1989  | Craig Shommer      |                  |                  |
| 1990  | Jim Pollack        |                  |                  |
| 1999  | Colby Pearce       |                  |                  |
| 2000  | James Carney       |                  |                  |
| 2001  | James Carney       |                  |                  |
| 2002  | James Carney       |                  |                  |
| 2003  | James Carney       |                  |                  |
| 2004  | James Carney       |                  |                  |
| 2005  | Robert Lea         |                  |                  |
| 2006  | Michael Creed      |                  |                  |
| 2007  | Michael Friedman   |                  |                  |
| 2008  | Colby Pearce       |                  |                  |
| 2009  | Taylor Phinney     |                  |                  |
| 2010  | Daniel Holt        |                  |                  |
| 2011  | Daniel Holt        |                  |                  |
| 2012  | Robert Lea         |                  |                  |
| 2013  | John Simes         |                  |                  |
| 2014  | Alexandre Darville | Robert Lea       | Nicholas Rogers  |
| 2015  | Robert Lea         | Jacob Duehring   | Zachary Kovalcik |
| 2016  | Robert Lea         | Zachary Kovalcik | Jacob Duehring   |
| 2017  | Charles Cassin     | Ashton Lambie    | John Kuhfahl     |
| 2018  | Daniel Holloway    | Colby Lange      | Shane Kline      |
| 2019  | Adrian Hegyvary    | Daniel Holloway  | Gavin Hoover     |
| 2021  | Eli House          | Daniel Breuer    | Ryan Jastrab     |
| 2022  | Grant Koontz       | Lance Abshire    | Daniel Breuer    |
| 2023  | Colby Lange        | Eddy Huntsman    | Viggo Moore      |

### Keirin
| Année | Vainqueur         | Deuxième            | Troisième        |
| 1999  | Marty Nothstein   |                     |                  |
| 2000  | Marty Nothstein   |                     |                  |
| 2001  | Marty Nothstein   |                     |                  |
| 2002  | Garth Blackburn   |                     |                  |
| 2003  | Marty Nothstein   | Benjamin Barczewski | Steven Alfred    |
| 2004  | Marty Nothstein   | Andy Lakatosh       | Robert Lindstrom |
| 2005  | Steven Alfred     | Ryan Nelman         | Aaron Kacala     |
| 2006  | Adam Duvendeck    | Kevin Selker        | Giddeon Massie   |
| 2007  | Giddeon Massie    | Benjamin Barczewski | Brent Stein      |
| 2008  | Jimmy Watkins     | Justin Williams     | Lanell Rockmore  |
| 2009  | Giddeon Massie    | David Espinoza      | Steven Beardsley |
| 2010  | Matthew Baranoski |                     |                  |
| 2011  | Giddeon Massie    |                     |                  |
| 2012  | Giddeon Massie    |                     |                  |
| 2013  | Matthew Baranoski |                     |                  |
| 2014  | Matthew Baranoski | David Espinoza      | Aaron Kacala     |
| 2015  | Matthew Baranoski | Nathan Koch         | Dominic Suozzi   |
| 2016  | James Mellen      | Edward Horvet       | Jamie Alvord     |
| 2017  | James Mellen      | Joe Christiansen    | Dominic Suozzi   |
| 2018  | Joe Christiansen  | James Mellen        | Giddeon Massie   |
| 2019  | James Mellen      | Sandor Delgado      | Joe Christiansen |
| 2021  | Evan Boone        | Thomas Quinn        | Eric Young       |
| 2022  | Andrew Chu        | Barak Pipkins       | Sandor Delgado   |
| 2023  | Dalton Walters    | Geneway Tang        | Evan Boone       |

### Kilomètre
| Année | Vainqueur           | Deuxième         | Troisième          |
| 1971  | Tim Zasadny         |                  |                    |
| 1972  | Steve Woznick       |                  |                    |
| 1973  | Steve Woznick       |                  |                    |
| 1974  | Steve Woznick       |                  |                    |
| 1975  | Steve Woznick       |                  |                    |
| 1976  | Bob Vehe            |                  |                    |
| 1977  | Jerry Ash           |                  |                    |
| 1978  | Jerry Ash           | Leigh Barczewski |                    |
| 1979  | Jerry Ash           |                  |                    |
| 1980  | Brent Emery         |                  |                    |
| 1981  | Brent Emery         |                  |                    |
| 1982  | Leonard Harvey Nitz |                  |                    |
| 1983  | Mark Whitehead      |                  |                    |
| 1984  | Leonard Harvey Nitz |                  |                    |
| 1984  | Rory O'Reilly       |                  |                    |
| 1986  | Bill Drysdale       |                  |                    |
| 1987  | John Hays           |                  |                    |
| 1995  | Sky Christopherson  | Erin Hartwell    | Jeff Solt          |
| 2000  | Jonas Carney        |                  |                    |
| 2001  | Marty Nothstein     |                  |                    |
| 2002  | Michael Beers       |                  |                    |
| 2003  | Robert Lea          |                  |                    |
| 2004  | Anton Quist         |                  |                    |
| 2005  | Christian Stahl     |                  |                    |
| 2006  | Stephen Hill        | Steve Beardsley  | David Espinoza     |
| 2007  | Stephen Hill        | David Espinoza   | Steve Pelaez       |
| 2008  | Taylor Phinney      | Jimmy Watkins    | Stephen Hill       |
| 2009  | Giddeon Massie      | Taylor Phinney   | David Espinoza     |
| 2010  | Giddeon Massie      |                  |                    |
| 2011  | Giddeon Massie      |                  |                    |
| 2012  | Matthew Baranoski   |                  |                    |
| 2013  | Matthew Baranoski   |                  |                    |
| 2014  | Matthew Baranoski   | Conor Klupar     | William Myers      |
| 2015  | Matthew Baranoski   | Ethan Boyes      | Danny Robertson    |
| 2016  | Dominic Suozzi      | Karl Baumgart    | Edward Horvet      |
| 2017  | John Croom          | Jamie Alvord     | Jack Lindquist     |
| 2018  | John Croom          | Andrew Carlberg  | Giddeon Massie     |
| 2019  | John Croom          | Eric Young       | Andrew Carlberg    |
| 2021  | Jamie Alvord        | Andrew Carlberg  | Geneway Tang       |
| 2022  | Jamie Alvord        | David Domonoske  | Dyllan Gunsolus    |
| 2023  | Jamie Alvord        | David Domonoske  | Christopher Murphy |

### Omnium
| Année | Vainqueur        | Deuxième           | Troisième        |
| 2009  | Cody O'Reilly    | Jacob Duehring     | Daniel Holloway  |
| 2010  | Robert Lea       |                    |                  |
| 2011  | Robert Lea       | James Carney       | Cody O'Reilly    |
| 2012  | Zachary Kovalcik |                    |                  |
| 2013  | Robert Lea       |                    |                  |
| 2014  | Robert Lea       | Adrian Hegyvary    | Jacob Duehring   |
| 2015  | Robert Lea       | Jacob Duehring     | Jeremy Shirock   |
| 2016  | Robert Lea       | Zachary Kovalcik   | Zachary Carlson  |
| 2017  | Daniel Holloway  | Ashton Lambie      | Zachary Kovalcik |
| 2018  | Daniel Holloway  | Shane Kline        | Ashton Lambie    |
| 2019  | Gavin Hoover     | Adrian Hegyvary    | Daniel Holloway  |
| 2021  | John Croom       | Grant Koontz       | Daniel Breuer    |
| 2022  | Grant Koontz     | Sepncer Seggebruch | Lance Abshire    |
| 2023  | Anders Johnson   | Lancer Abshire     | Brendan Rhim     |

### Poursuite
| Année | Vainqueur            | Deuxième             | Troisième          |
| 1965  | Skip Cutting         |                      |                    |
| 1966  | Dave Brink           |                      |                    |
| 1967  | Dave Brink           |                      |                    |
| 1968  | Dave Brink           |                      |                    |
| 1969  | John VandeVelde      |                      |                    |
| 1970  | John VandeVelde      |                      |                    |
| 1971  | Mike Neel            |                      |                    |
| 1972  | John VandeVelde      |                      |                    |
| 1973  | Mike Neel            |                      |                    |
| 1974  | Ralph Therrio        |                      |                    |
| 1975  | Ron Skarin           |                      |                    |
| 1976  | Leonard Harvey Nitz  |                      |                    |
| 1977  | Paul Deem            |                      |                    |
| 1978  | Dave Grylls          |                      |                    |
| 1979  | Dave Grylls          |                      |                    |
| 1980  | Leonard Harvey Nitz  |                      |                    |
| 1981  | Leonard Harvey Nitz  |                      |                    |
| 1982  | Leonard Harvey Nitz  |                      |                    |
| 1983  | Leonard Harvey Nitz  |                      |                    |
| 1984  | Steve Hegg           |                      |                    |
| 1985  | Carl Sundquist       |                      |                    |
| 1986  | Carl Sundquist       |                      |                    |
| 1987  | Carl Sundquist       |                      |                    |
| 1999  | Tommy Mulkey         |                      |                    |
| 2000  | Michael Tillman      |                      | Adham Sbeih        |
| 2001  | Michael Tillman      |                      |                    |
| 2002  | Michael Tillman      |                      |                    |
| 2003  | Kenny Williams       | Tyler Farrar         | Adham Sbeih        |
| 2004  | Robert Lea           | Kenny Williams       | Curtis Gunn        |
| 2005  | Charles Bradley Huff | Robert Lea           | Curtis Gunn        |
| 2006  | Michael Friedman     | Charles Bradley Huff | Roger Rilling      |
| 2007  | Taylor Phinney       | Charles Bradley Huff | Michael Friedman   |
| 2008  | Taylor Phinney       |                      |                    |
| 2009  | Taylor Phinney       | Roman Kilun          | Daniel Harm        |
| 2010  | Adam Leibovitz       |                      |                    |
| 2011  | Robert Lea           |                      |                    |
| 2012  | Robert Lea           |                      |                    |
| 2013  | Robert Lea           |                      |                    |
| 2014  | Robert Lea           | Liam Donoghue        | Zachary Carlson    |
| 2015  | Robert Lea           | Jacob Duehring       | Chris Carlson      |
| 2016  | Robert Lea           | Dean Phillips        | Charles Cassin     |
| 2017  | Ashton Lambie        | Charles Cassin       | Gavin Hoover       |
| 2018  | Ashton Lambie        | John Croom           | Gavin Hoover       |
| 2019  | Ashton Lambie        | John Croom           | Daniel Summerhill  |
| 2021  | John Croom           | Spencer Seggebruch   | Aaron Beebe        |
| 2022  | Ian Anderson         | Aaron Beebe          | Spencer Seggebruch |
| 2023  | Anders Johnson       | Spencer Seggebruch   | Brendan Rhim       |

### Poursuite par équipes
| Année | Vainqueur                                                              | Deuxième                                                         | Troisième                                                        |
| 1971  | Mike Clemens Fred Davis Ron Skarin Butch Stinton                       |                                                                  |                                                                  |
| 1972  | Cyril Johnson Ron Skarin Tom Sneddon Butch Stinton                     |                                                                  |                                                                  |
| 1973  | John Chapman Dave Chauner Joe Saling Steve Woznick                     |                                                                  |                                                                  |
| 1974  | Les Luczy Dave Mulica Ron Skarin Ralph Therrio                         |                                                                  |                                                                  |
| 1975  | Rene Averseng Chris Haley Ron Skarin Ralph Therrio                     |                                                                  |                                                                  |
| 1976  | Paul Deem Kevin Lutz Paul Murray Ron Skarin                            |                                                                  |                                                                  |
| 1977  | Bob Allen Paul Deem Kevin Lutz Ron Skarin                              |                                                                  |                                                                  |
| 1978  | Scott Andrews Mike Cavanaugh Scott Holzrichter Danny Van Haute         |                                                                  |                                                                  |
| 1979  | Paul Deem Scott Hembree Kevin Lutz Mark Whitehead                      |                                                                  |                                                                  |
| 1980  | Paul Deem Bruce Donaghy Leonard Harvey Nitz Jeff Rutter                |                                                                  |                                                                  |
| 1981  | Bruce Donaghy Pat McDonough Leonard Harvey Nitz Jeff Rutter            |                                                                  |                                                                  |
| 1982  | John Beckman Dave Grylls Pat McDonough Leonard Harvey Nitz             |                                                                  |                                                                  |
| 1983  | Steve Hegg Dave Lettieri Leonard Harvey Nitz Jay Osborne               |                                                                  |                                                                  |
| 1984  | Kit Kyle Leonard Harvey Nitz Danny Van Haute Mark Whitehead            |                                                                  |                                                                  |
| 1985  | Pat McDonough Carl Sundquist Danny Van Haute Mark Whitehead            |                                                                  |                                                                  |
| 1986  | Frank Andreu Steve Hegg Dave Lettieri Leonard Harvey Nitz              |                                                                  |                                                                  |
| 1987  | Tim Bengston Dave Lettieri Matt Rayner Carl Sundquist                  |                                                                  |                                                                  |
| 1999  | Tommy Mulkey Ryan Miller Adam Laurent                                  |                                                                  |                                                                  |
| 2000  | Erin Hartwell Mariano Friedick Derek Bouchard-Hall Tommy Mulkey        |                                                                  |                                                                  |
| 2001  | James Carney Jonas Carney Colby Pearce Ryan Miller                     |                                                                  |                                                                  |
| 2002  | James Carney Colby Pearce Kenny Williams Michael Tillman               |                                                                  |                                                                  |
| 2003  | Mariano Friedick Tyler Farrar Adham Sbeih Kenny Williams               |                                                                  |                                                                  |
| 2004  | Colby Pearce James Carney Robert Lea Guillaume Nelessen                |                                                                  |                                                                  |
| 2005  | Guillaume Nelessen Michael Friedman Robert Lea Ryan Miller             | Kenny Williams Charles Bradley Huff Curtis Gunn Colby Pearce     | William Frischkorn Todd Yezefski Nathan Mitchell Dan Vogt        |
| 2006  | Michael Creed Michael Friedman William Frischkorn Charles Bradley Huff | Jamiel Danesh Taylor Tolleson Daniel Harm Todd Yezefski          | Austin Carroll Dan Vogt Roger Rilling John Allen                 |
| 2007  | Colby Pearce Charles Bradley Huff Michael Friedman Michael Creed       | Ben Jacques-Maynes Roman Kilun David McCook Jamiel Danesh        | Daniel Harm Tom Zirbel Kenny Williams James Stangeland           |
| 2008  | Taylor Phinney Daniel Holloway Colby Pearce Charles Bradley Huff       | Kenny Williams Daniel Harm Roman Kilun James Stangeland          | Ian Burnett Zach Watson Daniel Lionberg Julian Kyer              |
| 2009  | Julian Kyer Ian Moir Taylor Phinney Justin Williams                    | Daniel Lionberg Ryan Luttrell Ryan Sabga Zach Watson             | Daniel Harm Roman Kilun Robert Lea Stephen Pelaez                |
| 2010  | Brent Kay Austin Carroll Roman Kilun Cody O'Reilly                     |                                                                  |                                                                  |
| 2011  | Ian Moir Mathew Lipscomb Gregory Daniel Paul Lynch                     |                                                                  |                                                                  |
| 2012  | Charles Eldridge Zachary Kovalcik Zack Noonan Daniel Holt              |                                                                  |                                                                  |
| 2013  | Liam Donoghue Jacob Duehring Stefan Rothe Mike Zagorski                |                                                                  |                                                                  |
| 2014  | Zack Allison Alexandre Darville Adrian Hegyvary Zachary Kovalcik       | Zachary Carlson Liam Donoghue Jacob Duehring Stefan Rothe        | Matthew Furlow Nicholas Rogers Jeremy Shirock Joseph Wentzell    |
| 2015  | Collin Berry Jonathan Davy Daniel Gay Kevin Phillips                   | Tyler George John Croom Kent Ross Brad Tyra                      | Jeromy Cottell Alexander Freund Raul Arias Stelios Mcdonald      |
| 2016  | Zachary Carlson Jordan Marhanka Perry Kyle Ryan Shean                  | Charles Cassin Lucas Clarke Ian Holt Alexandre Darville          | Roger Anslie Eric Geirer Ryon Graf Kenyon Ralph                  |
| 2017  | Adrian Hegyvary Daniel Holloway Gavin Hoover Daniel Summerhill         | Charles Cassin John Croom Noah Granigan Zachary Kovalcik         | Zachary Carlson Jordan Marhanka Kyle Perry Ryan Shean            |
| 2018  | Adrian Hegyvary Ashton Lambie Shane Kline Gavin Hoover                 | Charles Cassin John Croom Daniel Holloway Colby Lange            | Justin Butsavage Lucas Clarke Zachary Kovalcik Roman Seliverstov |
| 2019  | Shane Kline Colby Lange Ashton Lambie Grant Koontz                     | John Croom Adrian Hegyvary Daniel Holloway Daniel Summerhill     | Gavin Hoover Eric Young Gregory Daniel Ryan Jastrab              |
| 2021  | Spencer Seggebruch Tristan Manderfeld John Croom Grant Koontz          | Kyle Perry Eli House Aaron Beebe Johnathan Freter                | Michael Miller Brent Vollrath Blair Saunders John Levkulic       |
| 2022  | David Domonoske Brendan Rhim Anders Johnson Eddy Huntsman              | Lance Abshire Ian Anderson Tristan Manderfeld Spencer Seggebruch | Billy Taylor Grant Koontz Anton Gibson Patton Sims               |
| 2023  | David Domonoske Brendan Rhim Anders Johnson Eddy Huntsman              | Lance Abshire Zach Gregg Colby Lange Spencer Seggebruch          | Grant Koontz Bradley Green Anton Gibson Patton Sims              |

### Scratch
| Année | Vainqueur        | Deuxième         | Troisième          |
| 2002  | Marty Nothstein  |                  |                    |
| 2003  | Colby Pearce     | Scott Zwizanski  | Tim Reinhart       |
| 2004  | Josh Kerkhof     | Walker Starr     | Guillaume Nelessen |
| 2005  | Josh Kerkhof     | David McCook     | Ryan Miller        |
| 2006  | David McCook     | Cody O'Reilly    | Dan Vogt           |
| 2007  | David McCook     | Cody O'Reilly    | Steve Pelaez       |
| 2008  | Daniel Holloway  | Kenny Williams   | Cody O'Reilly      |
| 2009  | Robert Lea       | Julian Kyer      | Daniel Holloway    |
| 2010  | James Carney     |                  |                    |
| 2011  | James Carney     |                  |                    |
| 2012  | Ian Moir         |                  |                    |
| 2013  | John Simes       |                  |                    |
| 2014  | Robert Lea       | Zachary Kovalcik | Jamie Alvord       |
| 2015  | Jacob Duehring   | Zachary Kovalcik | Jeremy Shirock     |
| 2016  | Zachary Kovalcik | Jacob Duehring   | Robert Lea         |
| 2017  | Zachary Carlson  | Zachary Kovalcik | Roger Anslie       |
| 2018  | Justin Butsavage | Charles Cassin   | Thorsten Askervold |
| 2019  | Eric Young       | Colby Lange      | Daniel Summerhill  |
| 2021  | Kyle Perry       | Eddy Huntsman    | John Croom         |
| 2022  | Grant Koontz     | Eddy Huntsman    | Lance Abshire      |
| 2023  | Colby Lange      | Grant Koontz     | Anders Johnson     |

### Vitesse
| Année | Vainqueur             | Deuxième            | Troisième               |
| 1895  | Eddie Bald            | Gardiner            | Tom Butler              |
| 1896  | Eddie Bald            | Tom Butler          | Tom Cooper              |
| 1897  | Eddie Bald            | Gardiner            | Tom Cooper              |
| 1898  | Tom Butler            | Eddie Bald          | Major Taylor            |
| 1899  | Tom Cooper            | Eddie Bald          | Major Taylor            |
| 1900  | Major Taylor          | Frank Kramer        | Owen Kimble             |
| 1901  | Frank Kramer          | Major Taylor        | Ivar Lawson             |
| 1902  | Frank Kramer          | Major Taylor        | Ivar Lawson             |
| 1903  | Frank Kramer          | Ivar Lawson         | John Bedell             |
| 1904  | Frank Kramer          | Willy Fenn          | Menus Bedell            |
| 1905  | Frank Kramer          | Ivar Lawson         | Willy Fenn              |
| 1906  | Frank Kramer          | Willy Fenn          | John Bedell             |
| 1907  | Frank Kramer          | Willy Fenn          | Eddy Root               |
| 1908  | Frank Kramer          | Jack Clark (AUS)    | Joe Fogler              |
| 1909  | Frank Kramer          | Jack Clark (AUS)    | Joe Fogler              |
| 1910  | Frank Kramer          | Joe Fogler          | Paddi Hehir (AUS)       |
| 1911  | Frank Kramer          | Joe Fogler          | Eddy Root               |
| 1912  | Frank Kramer          | Alf Grenda (AUS)    | John Cavanagh           |
| 1913  | Frank Kramer          | Alf Goullet (AUS)   | Jack Clark (AUS)        |
| 1914  | Frank Kramer          | Alf Goullet (AUS)   | Alf Grenda (AUS)        |
| 1915  | Frank Kramer          | Alf Goullet (AUS)   | Alf Grenda (AUS)        |
| 1916  | Frank Kramer          | Bob Spears (AUS)    | Alf Goullet (AUS)       |
| 1917  | Arthur Spencer        | Frank Kramer        | Alf Goullet (AUS)       |
| 1918  | Frank Kramer          | Bob Spears (AUS)    | Arthur Spencer          |
| 1919  | Ray Eaton             | Frank Kramer        | Alf Goullet (AUS)       |
| 1920  | Arthur Spencer        | Frank Kramer        | Alf Goullet (AUS)       |
| 1921  | Frank Kramer          | Ray Eaton           | Willie Spencer (CAN)    |
| 1922  | Willie Spencer (CAN)  | Ray Eaton           | Arthur Spencer (GB)     |
| 1923  | Willie Spencer (CAN)  | Arthur Spencer (GB) | Cecil Walker (AUS)      |
| 1924  | Arthur Spencer (GB)   |                     |                         |
| 1925  | Fred Spencer          |                     |                         |
| 1926  | Willie Spencer (CAN)  |                     |                         |
| 1927  | Harris Horder (AUS)   |                     |                         |
| 1928  | Fred Spencer          |                     |                         |
| 1929  | Fred Spencer          |                     |                         |
| 1930  | Cecil Walker (AUS)    | Harris Horder (AUS) | Avanti Martinetti (ITA) |
| 1931  | Cecil Walker (AUS)    |                     |                         |
| 1932  | Cecil Walker (AUS)    |                     |                         |
| 1933  | George Dempsey (AUS)  |                     |                         |
| 1934  | Willie Honeman        |                     |                         |
| 1935  | Willie Honeman        |                     |                         |
| 1936  | Willie Honeman        |                     |                         |
| 1937  | Mathias Engel (GER)   |                     |                         |
| 1938  | Albert Sellinger      |                     |                         |
| 1939  | George Shipman        |                     |                         |
| 1940  | Mike Françoise        |                     |                         |
| 1941  | Tom Saetta            |                     |                         |
| 1965  | Jack Simes            |                     |                         |
| 1966  | Jack Disney           |                     |                         |
| 1967  | Jack Simes            |                     |                         |
| 1968  | Jack Disney           |                     |                         |
| 1969  | Tim Mountford         |                     |                         |
| 1970  | Skip Cutting          |                     |                         |
| 1971  | Gary Campbell         |                     |                         |
| 1972  | Gary Campbell         |                     |                         |
| 1973  | Roger Young           |                     |                         |
| 1974  | Steve Woznick         |                     |                         |
| 1975  | Steve Woznick         |                     |                         |
| 1976  | Leigh Barczewski      |                     |                         |
| 1977  | Leigh Barczewski      |                     |                         |
| 1978  | Leigh Barczewski      |                     |                         |
| 1979  | Leigh Barczewski      |                     |                         |
| 1980  | Mark Gorski           |                     |                         |
| 1981  | Leslie Barczewski     |                     |                         |
| 1982  | Mark Gorski           |                     |                         |
| 1983  | Mark Gorski           |                     |                         |
| 1984  | Nelson Vails          |                     |                         |
| 1985  | Mark Gorski           |                     |                         |
| 1986  | Scott Berryman        |                     |                         |
| 1987  | Scott Berryman        |                     |                         |
| 1999  | Marty Nothstein       |                     |                         |
| 2000  | Marty Nothstein       |                     |                         |
| 2001  | Marty Nothstein       |                     |                         |
| 2002  | Jeff Labauve          |                     |                         |
| 2003  | Stephen Alfred        |                     |                         |
| 2004  | Michael Blatchford    |                     |                         |
| 2005  | Stephen Alfred        |                     |                         |
| 2006  | Giddeon Massie        | Adam Duvendeck      | Michael Blatchford      |
| 2007  | Michael Blatchford    | Ben Barczewski      | Adam Duvendeck          |
| 2008  | Jimmy Watkins         | Stephen Hill        | Lanell Rockmore         |
| 2009  | Jeremy Adam Duvendeck | Giddeon Massie      | Daniel Walker           |
| 2010  | Giddeon Massie        | Jimmy Watkins       | David Espinoza          |
| 2011  | Michael Blatchford    |                     |                         |
| 2012  | Matthew Baranoski     |                     |                         |
| 2013  | Matthew Baranoski     |                     |                         |
| 2014  | Matthew Baranoski     | Aaron Kacala        | Danny Robertson         |
| 2015  | Matthew Baranoski     | Giddeon Massie      | David Espinoza          |
| 2016  | David Espinoza        | Dominic Suozzi      | James Mellen            |
| 2017  | James Mellen          | Joe Christiansen    | Evan Thomson            |
| 2018  | Sandor Delgado        | Joe Christiansen    | James Mellen            |
| 2019  | James Mellen          | Sandor Delgado      | Rex Ainslie             |
| 2021  | Jamie Alvord          | Evan Boone          | Geneway Tang            |
| 2022  | Jamie Alvord          | Sandor Delgado      | Andrew Chu              |
| 2023  | Jamie Alvord          | Evan Boone          | Geneway Tang            |

### Vitesse par équipes
| Année | Vainqueur                                                    | Deuxième                                                             | Troisième                                             |
| 2000  | Jonas Carney John Barios Marty Nothstein Marcelo Arrué       |                                                                      |                                                       |
| 2001  | Marty Nothstein Josh Weir Sky Christopherson                 |                                                                      |                                                       |
| 2002  | Giddeon Massie Garth Blackburn Jeff Labauve Adam Duvendeck   |                                                                      |                                                       |
| 2003  | Giddeon Massie Marty Nothstein Andy Lakatosh Christian Stahl |                                                                      |                                                       |
| 2004  |                                                              |                                                                      |                                                       |
| 2005  | Ryan Nelman Kevin Belz Christian Stahl                       |                                                                      |                                                       |
| 2006  | Kevin Selker Giddeon Massie Michael Blatchford               | Benjamin Barczewski Andrew Lakatosh Spencer Hartfield Adam Duvendeck | Ryan Nelman Eduardo Cocina Mike Friedman              |
| 2007  | Giddeon Massie Ryan Nelman Ben Barczewski                    |                                                                      |                                                       |
| 2008  | Dean Tracy Kelyn Akuna Jimmy Watkins                         |                                                                      |                                                       |
| 2009  | Lanell Rockmore Dean Tracy Kevin Mansker                     | Kelyn Akuna Steven Beardsley Daniel Walker                           | Andrew LaCorte Dean Tracy David Espinoza              |
| 2010  | Giddeon Massie Andrew Lakatosh David Espinoza Jimmy Watkins  |                                                                      |                                                       |
| 2011  | Michael Blatchford Kevin Mansker Dean Tracy                  | Giddeon Massie TJ Mathieson Jimmy Watkins                            |                                                       |
| 2012  | TJ Mathieson Giddeon Massie Andrew Lakatosh                  |                                                                      |                                                       |
| 2013  | Matthew Baranoski Nathan Koch Kevin Mansker                  |                                                                      |                                                       |
| 2014  | Matthew Baranoski David Espinoza Danny Robertson             | Tony Cordova Eric Geier Garrett Hankins                              | Jamie Alvord Andrew Carlberg Jonathan Fraley          |
| 2015  | Matthew Baranoski David Espinoza James Mellen                | Andrew Carlberg Tony Blazejack Jonathan Fraley                       | Edward Horvet Kyle Kato Nathan Koch                   |
| 2016  | Jamie Alvord David Espinoza James Mellen                     | Joshua Hartman Dominic Suozzi Joe Christiansen                       | Edward Horvet Kyle Kato Brian Abers                   |
| 2017  | Jamie Alvord Tommy Quinn James Mellen                        | Joshua Hartman Dominic Suozzi Joe Christiansen                       | Edward Horvet Sandor Delgado Evan Thomson             |
| 2018  | Joshua Hartman Joe Christiansen Dominic Suozzi               | James Mellen Zachariah McClendon James Alvord                        | Jean-Luc Contan-Galitello Louis de Leon Rex Ainslie   |
| 2019  | Evan Boone Peter Bock Sandor Delgado                         | Joe Christiansen Joshua Hartman Dominic Suozzi                       | Ethan Swaidner Rex Ainslie Jean-Luc Contant-Galitello |
| 2022  | Jamie Alvord Andrew Chu Barak Pipkins Nicholas Roberts       | Ethan Boyes Zachariah McClendon Sandor Delgado                       | Eric Young Dyllon Gunsolus Andrew Carlberg            |
| 2023  | Jamie Alvord Evan Boone Dalton Walters Joshua Hartman        | Nicholas Roberts Geneway Tang Andrew Chu Finn Koller                 | Calvin Lin Alex Siegel Corey Jameson John Bowie       |

## Palmarès féminin

### 500 mètres
| Année | Vainqueur              | Deuxième               | Troisième              |
| 1992  | Julie Gregg            | Joanie Copeland        | Chris Witty            |
| 1996  | Chris Witty            | Rebecca Pyle-Everling  | Jill Gianettoni        |
| 1997  | Nicole Reinhart        | Jill Gianettoni        | Missy Thompson         |
| 1998  | Chris Witty            | Nicole Reinhart        | Rebecca Quinn          |
| 1999  | Tanya Lindenmuth       | Jennie Reed            | Tammy Thomas           |
| 2000  | Tanya Lindenmuth       | Rebecca Quinn          | Chris Witty            |
| 2001  | Tanya Lindenmuth       | Tammy Thomas           | Jennie Reed            |
| 2002  | Tanya Lindenmuth       | Rebecca Conzelman      | Sarah Uhl              |
| 2003  | Chris Witty            | Rebecca Conzelman      | Elizabeth Carlson-Reap |
| 2004  | Rebecca Conzelman      | Annette Hanson         | Miranda Moon           |
| 2005  | Jennie Reed            | Anna Lang              | Martha Dunne           |
| 2006  | Jennie Reed            | Elizabeth Carlson-Reap | Anna Lang              |
| 2007  | Elizabeth Carlson-Reap | Anna Lang              | Cari Higgins           |
| 2008  | Cari Higgins           | Elizabeth Carlson-Reap | Anna Lang              |
| 2009  | Cristin Walker         | Cari Higgins           | Colleen Hayduk         |
| 2010  | Elizabeth Carlson-Reap | Dana Feiss             | Cristin Walker         |
| 2013  | Melissa Erickson       | Madalyn Godby          | Gea Johnson            |
| 2014  | Mandy Marquardt        | Gea Johnson            | Melissa Erickson       |
| 2015  | Madalyn Godby          | Mandy Marquardt        | Gea Johnson            |
| 2016  | Mandy Marquardt        | Anissa Cobb            | McKenzie Browne        |
| 2017  | Mandy Marquardt        | McKenzie Browne        | Sarah Fader            |
| 2018  | Mandy Marquardt        | Sarah Fader            | Dawn Orwick            |
| 2019  | Mandy Marquardt        | Keely Kortman          | Dawn Orwick            |
| 2021  | Mandy Marquardt        | Keely Kortman          | Jennifer Wagner        |
| 2022  | Mandy Marquardt        | Jennifer Wagner        | Emily Schelberg        |
| 2023  | Mandy Marquardt        | McKenna McKee          | Keely Ainslie          |

### Américaine
| Année | Vainqueur                        | Deuxième                         | Troisième                               |
| 2009  | Anna Lang Jennifer Reither       | Cari Higgins Christen King       | Catherine Fielder-Cook Cassandra Holman |
| 2010  | Jennie Reed Cari Higgins         |                                  |                                         |
| 2011  | Kate Wilson Lauren Hall          |                                  |                                         |
| 2012  | Katherine Compton Cari Higgins   |                                  |                                         |
| 2013  | Tela Crane Cari Higgins          |                                  |                                         |
| 2016  | Kimberly Geist Kimberly Zubris   | Christina Birch Tela Crane       | Melissa Erickson Colleen Gulick         |
| 2018  | Christina Birch Jennifer Valente | Megan Jastrab Zoe Ta-Perez       | Colleen Gulick Kendall Ryan             |
| 2019  | Megan Jastrab Jennifer Valente   | Christina Birch Kimberly Geist   | Tela Crane Elspeth Huyett               |
| 2021  | Makayla MacPherson Chloe Patrick | Alison Merner Emma Jimenez Palos | Autumn Caya Stephanie Lawrence          |

### Course à l'élimination
| Année | Vainqueur        | Deuxième      | Troisième           |
| 2021  | Colleen Gulick   | Kaia Schmid   | Kimberly Zubris     |
| 2022  | Jennifer Valente | Chloe Patrick | Elizabeth Stevenson |
| 2023  | Jennifer Valente | Chloe Patrick | Danielle Morshead   |

### Course aux points
| Année | Vainqueur              | Deuxième                | Troisième              |
| 1978  | Mary Jane Reoch        |                         |                        |
| 1979  | Mary Jane Reoch        | Elisabeth Davis         | Barbara Hintzen        |
| 1980  | Mary Jane Reoch        | Elisabeth Davis         | Meg Berry              |
| 1981  | Connie Carpenter       |                         |                        |
| 1982  | Connie Carpenter       | Rebecca Twigg           | Elisabeth Davis        |
| 1983  | Elisabeth Davis        | Connie Paraskevin-Young | Leslie Nitz            |
| 1984  | Rebecca Twigg          | Melody Wong             | Elisabeth Davis        |
| 1985  | Colette Gernay         |                         |                        |
| 1986  | Karen Livingston-Bliss |                         |                        |
| 1987  | Karen Livingston-Bliss |                         |                        |
| 1988  | Janie Eickhoff         |                         |                        |
| 1989  | Karen Livingston-Bliss |                         |                        |
| 1990  | Janie Eickhoff         |                         |                        |
| 1991  | Karen Livingston-Bliss |                         |                        |
| 1992  | Janie Eickhoff         | Lucy Vinnicombe         | Mindee Stevenson       |
| 1993  | Janie Eickhoff         | Jessica Grieco          | Karen Livingston-Bliss |
| 1994  | Janie Eickhoff         | Jessica Grieco          | Karen Dunne            |
| 1995  | Jessica Grieco         | Jennifer McRae          | Kendra Wenzel          |
| 1996  | Janie Eickhoff         | Jessica Grieco          | Kendra Wenzel          |
| 1997  | Karen Dunne            | Nicole Reinhart         | Erin Mirabella         |
| 1998  | Erin Mirabella         | Nicole Reinhart         | Jennifer McRae         |
| 1999  | Marjon Marik           | Sarah Uhl               | Megan Troxell          |
| 2000  | Erin Mirabella         | Rebecca Quinn           | Megan Troxell          |
| 2001  | Erin Mirabella         | Rebecca Quinn           | Ashley Kimmet          |
| 2002  | Sarah Uhl              | Erin Mirabella          | Rebecca Quinn          |
| 2003  | Erin Mirabella         | Ashley Kimmet           | Sarah Hammer           |
| 2004  | Ashley Kimmet          | Rebecca Quinn           | Anna Webb              |
| 2005  | Sarah Hammer           | Lauren Tamayo           | Kori Kelley-Seehafer   |
| 2006  | Sarah Hammer           | Rebecca Quinn           | Theresa Cliff-Ryan     |
| 2007  | Rebecca Quinn          | Heather Albert-Hall     | Katharine Lundby       |
| 2008  | Kacey Manderfield      | Alison Powers           | Theresa Cliff-Ryan     |
| 2009  | Sarah Hammer           | Theresa Cliff-Ryan      | Shelley Olds           |
| 2010  | Cari Higgins           | Hanan Alves-Hyde        | Kimberly Geist         |
| 2011  | Elizabeth Newell       | Cari Higgins            | Jennifer Triplett      |
| 2012  | Jacquelyn Crowell      | Cari Higgins            | Elizabeth Newell       |
| 2013  | Cari Higgins           | Jessica Corrin Prinner  | Kate Wilson            |
| 2014  | Korina Huizar          | Kimberly Geist          | Elizabeth Newell       |
| 2015  | Lauren Stephens        | Jennifer Valente        | Kimberly Geist         |
| 2016  | Colleen Gulick         | Christina Birch         | Valerie Brostrom       |
| 2017  | Jennifer Valente       | Kimberly Zubris         | Colleen Gulick         |
| 2018  | Jennifer Valente       | Christina Birch         | Megan Jastrab          |
| 2019  | Jennifer Valente       | Kate Wilson             | Christina Birch        |
| 2021  | Colleen Gulick         | Annalise Oestreich      | Elizabeth Stevenson    |
| 2022  | Jennifer Valente       | Chloe Patrick           | Elizabeth Stevenson    |

### Keirin
| Année | Vainqueur        | Deuxième               | Troisième              |
| 2002  | Jennie Reed      | Sarah Uhl              | Rebecca Quinn          |
| 2003  | Sarah Uhl        | Jennie Reed            | Rebecca Quinn          |
| 2004  | Suzanne Goodwin  | Miranda Moon           | Jamie Pettinato        |
| 2005  | Jennie Reed      | Rebecca Quinn          | Anna Webb              |
| 2006  | Jennie Reed      | Anna Lang              | Michelle Bono          |
| 2007  | Jennie Reed      | Elizabeth Carlson-Reap | Cristin Walker         |
| 2008  | Cari Higgins     | Dana Feiss             | Cristin Walker         |
| 2009  | Cristin Walker   | Dana Feiss             | Anna Lang              |
| 2010  | Dana Feiss       | Anissa Cobb            | Elizabeth Carlson-Reap |
| 2011  | Dana Feiss       | Shelby Reynolds        | Melissa Erickson       |
| 2012  | Jennifer Valente | Cristin Walker         | Tela Crane             |
| 2013  | Tela Crane       | Jennifer Valente       | Dana Feiss             |
| 2014  | Melissa Erickson | Tela Crane             | Janelly Prieto         |
| 2015  | Madalyn Godby    | Dana Feiss             | Tela Crane             |
| 2016  | Mandy Marquardt  | Colleen Gulick         | Kimberly Zubris        |
| 2018  | Madalyn Godby    | Mandy Marquardt        | Allyson Wasielewski    |
| 2019  | Mandy Marquardt  | Madalyn Godby          | Ivy Koester            |
| 2021  | Mandy Marquardt  | Jennifer Wagner        | Kayla Hankins          |
| 2022  | Jennifer Valente | Mandy Marquardt        | Jennifer Wagner        |
| 2023  | Mandy Marquardt  | McKenna McKee          | Kayla Hankins          |

### Omnium
| Année | Vainqueur        | Deuxième           | Troisième         |
| 2009  | Cari Higgins     | Theresa Cliff-Ryan | Heather Jackson   |
| 2010  | Sarah Hammer     | Cari Higgins       | Jennifer Triplett |
| 2011  | Elizabeth Newell | Lauren salle       | Colleen Hayduk    |
| 2012  | Cari Higgins     | Kimberly Geist     | Elizabeth Newell  |
| 2013  | Cari Higgins     | Kimberly Geist     | Ruth Winder       |
| 2014  | Jennifer Valente | Elizabeth Newell   | Erica Allar       |
| 2015  | Jennifer Valente | Tela Crane         | Erin Goodall      |
| 2016  | Tela Crane       | Clarice Sayle      | Danielle Mullis   |
| 2017  | Jennifer Valente | Colleen Gulick     | Christina Birch   |
| 2018  | Jennifer Valente | Kimberly Geist     | Christina Birch   |
| 2019  | Jennifer Valente | Christina Birch    | Kimberly Geist    |
| 2021  | Colleen Gulick   | Kimberly Zubris    | Elspeth Huyett    |
| 2022  | Jennifer Valente | Kimberly Zubris    | Heather Fischer   |
| 2023  | Jennifer Valente | Chloe Patrick      | Chelsea Borden    |

### Poursuite
| Année | Vainqueur                   | Deuxième                    | Troisième         |
| 1966  | Audrey McElmury             |                             |                   |
| 1967  | Nancy Burghart              |                             |                   |
| 1968  | Nancy Burghart              |                             |                   |
| 1970  | Audrey McElmury             |                             |                   |
| 1971  | Kathy Ecroth                |                             |                   |
| 1972  | Clara Teyssier              | Donna Tobias                | Elleen Brennan    |
| 1973  | Mary Jane Reoch             | Clara Teyssier              | Hannah North      |
| 1974  | Mary Jane Reoch             | Hannah North                | Jane Robinson     |
| 1975  | Mary Jane Reoch             | Susan Gurney                | Carole Brennan    |
| 1976  | Connie Carpenter            | Mary Jane Reoch             | Lyn Lemaire       |
| 1977  | Connie Carpenter            | Carolyn Peterson            | Mary Jane Reoch   |
| 1978  | Mary Jane Reoch             | Elisabeth Davis             | Lyn Lemaire       |
| 1979  | Connie Carpenter            | Mary Jane Reoch             | Leslie Moore      |
| 1980  | Elisabeth Davis             | Mary Jane Reoch             | Nancy Merlo       |
| 1981  | Rebecca Twigg               | Connie Carpenter            | Elisabeth Davis   |
| 1982  | Rebecca Twigg               | Connie Carpenter            | Elisabeth Davis   |
| 1983  | Cynthia Olavarri            | Elisabeth Davis             | Peggy Maass       |
| 1984  | Rebecca Twigg               | Cynthia Olavarri            | Patti Cashman     |
| 1985  | Elisabeth Davis             |                             |                   |
| 1986  | Rebecca Twigg               |                             |                   |
| 1987  | Melissa Mayfield            |                             |                   |
| 1988  | Melissa Mayfield            |                             |                   |
| 1989  | Melissa Mayfield            |                             |                   |
| 1990  | Janie Eickhoff              |                             |                   |
| 1991  | Janie Eickhoff              |                             |                   |
| 1992  | Rebecca Twigg               | Janie Eickhoff              | Lucy Vinnicombe   |
| 1993  | Janie Eickhoff              | Kendra Wenzel               | Sunne Pollart     |
| 1994  | Janie Eickhoff              | Kendra Wenzel               | Carol-Ann Bostick |
| 1995  | Rebecca Twigg               | Janie Eickhoff              | Karen Kurreck     |
| 1996  | Rebecca Twigg               | Janie Eickhoff              | Karen Kurreck     |
| 1997  | Rebecca Twigg               | Jennifer McRae              | Marisa Vandevelde |
| 1998  | Janie Eickhoff              | Karen Kurreck               | Erin Mirabella    |
| 1999  | Erin Mirabella              | Megan Troxell               | Marisa Vandevelde |
| 2000  | Erin Mirabella              | Megan Troxell               | Sarah Hammer      |
| 2001  | Erin Mirabella              | Angela Vargas               | Ashley Kimmet     |
| 2002  | Angela Vargas               | Rebecca Conzelman           | Erin Mirabella    |
| 2003  | Sarah Uhl                   | Erin Mirabella              | Sarah Hammer      |
| 2004  | Annette Hanson              | Nancy Lux                   | Larssyn Ruegg     |
| 2005  | Sarah Hammer                | Erin Mirabella              | Kristin Armstrong |
| 2006  | Sarah Hammer                | Katherine Compton           | Neva Day          |
| 2007  | Dorothy Cowden-Bausch       | Christen King               | Angela Coggan     |
| 2008  | Kimberly Geist              | Alison Powers               | Shannon Koch      |
| 2009  | Sarah Hammer                | Dorothy Cowden-Bausch       | Heather Jackson   |
| 2010  | Kimberly Geist              | Cari Higgins                | Elizabeth Newell  |
| 2011  | Sarah Hammer                | Elizabeth Newell            | Kimberly Geist    |
| 2012  | Lauren Tucker-Hall          | Kimberly Geist              | Cari Higgins      |
| 2013  | Jade Wilcoxson              | Kimberly Geist              | Amber Gaffney     |
| 2014  | Kimberly Geist              | Julia Lonchar               | Bailey Semian     |
| 2015  | Jennifer Valente            | Kimberly Geist              | Lauren Stephens   |
| 2016  | Christina Birch             | Jasmine Zamora              | Esther Walker     |
| 2017  | Christina Birch             | Molly Shaffer-Van Houweling | Catherine Moore   |
| 2018  | Jennifer Wheeler            | Molly Shaffer-Van Houweling | Chelsea Knapp     |
| 2019  | Molly Shaffer-Van Houweling | Alijah Beatty               | Zoe Saccio        |
| 2021  | Elizabeth Stevenson         | Bethany Matsick             | Ashley Berton     |
| 2022  | Bethany Matsick             | Leia Genis                  | Skyler Espinoza   |
| 2023  | Elizabeth Stevenson         | Danielle Morshead           | Bethany Matsick   |

### Poursuite par équipes
| Année | Vainqueur                                                                 | Deuxième                                                       | Troisième                                                        |
| 2007  | Dotsie Bausch Jennie Reed Sarah Hammer                                    |                                                                |                                                                  |
| 2008  | Kimberly Geist Alison Powers Shannon Koch                                 |                                                                |                                                                  |
| 2009  | Dotsie Bausch Kimberly Geist Sarah Hammer                                 | Cari Higgins Christen King Shelley Olds                        | Jennifer Triplett Jennifer Wheeler Kendi Thomas                  |
| 2010  | Hanan Alves-Hyde Ruth Winder Cari Higgins                                 |                                                                |                                                                  |
| 2011  | Jennie Reed Dotsie Bausch Sarah Hammer                                    |                                                                |                                                                  |
| 2012  | Lauren Tamayo Jacquelyn Crowell Cari Higgins                              |                                                                |                                                                  |
| 2013  | Jessica Cutler Colleen Hayduk Jade Wilcoxson Ruth Winder                  |                                                                |                                                                  |
| 2014  | Tela Crane Kimberly Geist Elizabeth Newell Jessica Prinner                | Erin Goodall Heather Ross Emily Thurston Kate Wilson           |                                                                  |
| 2015  | Elizabeth Newell Jennifer Tetrick Amanda Seigle Lauren Stephens           | Heather Albert Morgan Kapp Deanna Ratnikova Esther Walker      | Jasmine Zamora Kate Wilson Catherine Moore Erin Goodall          |
| 2016  | Erin Goodall Clarice Sayle Amanda Seigle Catherine Moore                  |                                                                |                                                                  |
| 2017  | Christina Birch Catherine Moore Amanda Seigle Molly Shaffer Van Houweling | Esther Walker Katherine Nadler Patricia Murray Heather Johnson | Ruth Clemence Jan Palchikoff Karlene Rahn Charlene Yarnall       |
| 2018  | Molly Shaffer Van Houweling Jennifer Wheeler Christina Birch Sarah Munoz  | Amanda Seigle Kate Wilson Sawyer Taylor Jessica Chong          | Jennifer Wilson Luisa Sempere Joy Franco Julia Cushen            |
| 2019  | Kate Wilson Danielle Morshead Hayley Bates Jessica Chong                  | Sarah Munoz Elise Traylor Charlene Yarnall Karlene Rahn        | Luisa Sempere Fiona Winder Julia Cushen Jennifer Wilson          |
| 2021  | Bethany Matsick Stephanie Lawrence Ashley Berton Elizabeth Stevenso       | Danielle Morshead Samantha Fox Evelyn Hound Austin Killips     | Jessica Chong Skyler Espinoza Vanessa Romano Kimberly Ann Zubris |
| 2022  | Kimberly Zubris Elizabeth Stevenson Bethany Matsick Jessica Chong         | Hayley Bates Julianna Rutecki Monique Snieders Kate Wilson     | Christine D'Ercole Julia Lonchar Melissa Lee Kaitlyn Mittan      |
| 2023  | Elizabeth Stevenson Danielle Morshead Jessica Chong Reagen Pattishall     | Morgan James Hayley Bates Chloe Patrick Monique Snieders       | Haley Nielsen Gabrielle Zacks Sue Lin Holt Josie Bircher         |

### Scratch
| Année | Vainqueur        | Deuxième           | Troisième              |
| 2002  | Rebecca Quinn    | Rebecca Conzelman  | Erin Mirabella         |
| 2003  | Sarah Hammer     | Rebecca Quinn      | Erin Mirabella         |
| 2004  | Rebecca Quinn    | Nancy Lux          | Kelly Fisher-Goodwin   |
| 2005  | Rebecca Quinn    | Sarah Hammer       | Anna Webb              |
| 2006  | Sarah Hammer     | Rebecca Quinn      | Theresa Cliff-Ryan     |
| 2007  | Christen King    | Rebecca Quinn      | Theresa Cliff-Ryan     |
| 2008  | Shelley Olds     | Kacey Manderfield  | Rebecca Quinn          |
| 2009  | Shelley Olds     | Colleen Hayduk     | Catherine Fiedler-Cook |
| 2010  | Jennie Reed      | Colleen Hayduk     | Jennifer Triplett      |
| 2011  | Kimberly Geist   | Jennie Reed        | Hanan Alves-Hyde       |
| 2013  | Jennifer Valente | Erica Allar        | Colleen Hayduk         |
| 2014  | Tela Crane       | Elizabeth Newell   | Kimberly Geist         |
| 2015  | Jennifer Valente | Kimberly Geist     | Tela Crane             |
| 2016  | Melissa Erickson | Colleen Gulick     | Tela Crane             |
| 2017  | Jennifer Valente | Tela Crane         | Colleen Gulick         |
| 2018  | Jennifer Valente | Kendall Ryan       | Colleen Gulick         |
| 2019  | Jennifer Valente | Kendall Ryan       | Megan Jastrab          |
| 2021  | Elspeth Huyett   | Annalise Oestreich | Kaia Schmid            |
| 2022  | Jennifer Valente | Kimberly Zubris    | Skyler Espinoza        |
| 2023  | Jennifer Valente | Colleen Gulick     | Hayley Bates           |

### Vitesse
| Année | Vainqueur         | Deuxième                 | Troisième              |
| 1967  | Nancy Burghart    |                          |                        |
| 1968  | Nancy Burghart    |                          |                        |
| 1970  | Jeanne Kloska     |                          |                        |
| 1971  | Sheila Young      | Sue Novara               |                        |
| 1972  | Sue Novara        | Elleen Brennan           | Susan Gurney           |
| 1973  | Sheila Young      | Sue Novara               | Linda Stein            |
| 1974  | Sue Novara        | Sheila Young             | Linda Stein            |
| 1975  | Sue Novara        | Sheila Young             | Linda Stein            |
| 1976  | Sheila Young      | Sue Novara               | Barbara Amburgey       |
| 1977  | Sue Novara        | Barbara Amburgey         | Connie Carpenter       |
| 1978  | Sue Novara        | Jackie Disney            | Barbara Amburgey       |
| 1979  | Sue Novara        | Jackie Disney            | Pamela Dollar          |
| 1980  | Sue Novara        | Pamela Deem              | Elisabeth Davis        |
| 1981  | Sheila Young      | Connie Paraskevin        | Sue Novara             |
| 1982  | Connie Paraskevin | Sheila Young             | Pamela Deem            |
| 1983  | Connie Paraskevin | Pam. Deen                | Maria Wisser           |
| 1984  | Rebecca Twigg     | Ellen Braun              | Elisabeth Davis        |
| 1985  | Connie Paraskevin |                          |                        |
| 1986  | Maria Wisser      |                          |                        |
| 1987  | Connie Paraskevin |                          |                        |
| 1988  | Connie Paraskevin |                          |                        |
| 1989  | Connie Paraskevin |                          |                        |
| 1990  | Renee Duprel      |                          |                        |
| 1991  | Renee Duprel      |                          |                        |
| 1992  | Connie Paraskevin | Renee Duprel             | Julie Gregg            |
| 1993  | Lucy Vinnicombe   | Christine Leahy          | Connie Paraskevin      |
| 1994  | Connie Paraskevin | Jeannie Quigley-Eickhoff | Rebecca Pyle-Everling  |
| 1995  | Connie Paraskevin | Rebecca Pyle-Everling    | Jill Gianettoni        |
| 1996  | Connie Paraskevin | Chris Witty              | Jill Gianettoni        |
| 1997  | Nicole Reinhart   | Jennie Reed              | Missy Thompson         |
| 1998  | Jennie Reed       | Chris Witty              | Rebecca Quinn          |
| 1999  | Tanya Lindenmuth  | Jennie Reed              | Rebecca Quinn          |
| 2000  | Tanya Lindenmuth  | Jennie Reed              | Chris Witty            |
| 2001  | Tanya Lindenmuth  | Jennie Reed              | Suzie Tignor           |
| 2002  | Tanya Lindenmuth  | Sarah Uhl                | Jennie Reed            |
| 2003  | Chris Witty       | Tanya Lindenmuth         | Jennie Reed            |
| 2004  | Rebecca Conzelman | Suzanne Goodwin          | Jamie Pettinato        |
| 2005  | Jennie Reed       | Shelby Allen             | Heather Vanvalkenburg  |
| 2006  | Jennie Reed       | Elizabeth Carlson-Reap   | Anna Lang              |
| 2007  | Jennie Reed       | Elizabeth Carlson-Reap   | Anna Lang              |
| 2008  | Cari Higgins      | Elizabeth Carlson-Reap   | Colleen Hayduk         |
| 2009  | Cristin Walker    | Cari Higgins             | Dana Feiss             |
| 2010  | Dana Feiss        | Cristin Walker           | Elizabeth Carlson-Reap |
| 2011  | Dana Feiss        | Cristin Walker           | Madalyn Godby          |
| 2012  | Cristin Walker    | Madalyn Godby            | Tela Crane             |
| 2013  | Tela Crane        | Mandy Marquardt          | Dana Feiss             |
| 2014  | Melissa Erickson  | Mandy Marquardt          | Dana Feiss             |
| 2015  | Madalyn Godby     | Mandy Marquardt          | Tara McCormick         |
| 2016  | Mandy Marquardt   | Madalyn Godby            | McKenzie Browne        |
| 2017  | Madalyn Godby     | Mandy Marquardt          | Julia Sante            |
| 2018  | Madalyn Godby     | Mandy Marquardt          | Ivy Koester            |
| 2019  | Mandy Marquardt   | Madalyn Godby            | Sophia Shuhay          |
| 2021  | Mandy Marquardt   | Kayla Hankins            | Allyson Wasielewski    |
| 2022  | Mandy Marquardt   | Jennifer Wagner          | Stephanie Lawrence     |
| 2023  | McKenna McKee     | Mandy Marquardt          | Keely Ainslie          |

### Vitesse par équipes
| Année | Vainqueur                                         | Deuxième                                        | Troisième                                    |
| 2005  | Anna Lang Martha Dunne                            |                                                 |                                              |
| 2006  | Jennie Reed Elizabeth Carlson-Reap                | Anna Lang Martha Dunne                          | Sarah Hammer Shelby Allen                    |
| 2007  | Elizabeth Carlson-Reap Cari Higgins               | Anna Lang Martha Dunne                          |                                              |
| 2008  | Elizabeth Carlson-Reap Cari Higgins               |                                                 |                                              |
| 2009  | Cari Higgins Cassandra Holman                     | Jen Featheringill Cristin Walker                | Dana Feiss Cj Boyenger                       |
| 2010  | Cari Higgins Elizabeth Carlson-Reap               |                                                 |                                              |
| 2011  | Madalyn Godby Elizabeth Carlson-Reap              |                                                 |                                              |
| 2012  | Madalyn Godby Tela Crane                          |                                                 |                                              |
| 2013  | Madalyn Godby Melissa Erickson                    |                                                 |                                              |
| 2014  | Mandy Marquardt Shelby Walter                     | Melissa Erickson Alissa Maglaty                 | Anissa Cobb Dana Feiss                       |
| 2015  | Mandy Marquardt Madalyn Godby                     | Anissa Cobb Dana Feiss                          | Gea Johnson Shelby Walter                    |
| 2016  | Mandy Marquardt Colleen Gulick                    | Anissa Cobb McKenzie Browne                     | Dana Feiss Kimberly Ann Zubris               |
| 2017  | Mandy Marquardt Madalyn Godby                     | Sarah Fader Dana Feiss                          | McKenzie Browne Eva Burke                    |
| 2018  | Mandy Marquardt Katie Uhlaender                   | Madalyn Godby Heather Gray                      | Sarah Fader Dana Feiss                       |
| 2019  | Sophia Shuhay Madalyn Godby                       | Keely Kortman Kayla Hankins                     | Marcy Bardman Allyson Wasielewski            |
| 2021  | Mandy Marquardt McKenna McKee Allyson Wasielewski | Jennifer Wagner Kayla Hankins Keely Kortman     | Mia Dye Danielle Shumskas Stephanie Lawrence |
| 2022  | Mandy Marquardt Annika Flanigan Divya Verma       | Skyler Espinosa Emily Schelberg Jennifer Wagner | Christine D'Ercole Camie Kornely Lisa Nutter |
| 2023  | Keely Ainslie Kayla Hankins McKenna McKee         | Mandy Marquardt Annika Flanigan Divya Verma     | Emily Hayes Sylese Christian Mary Wintz      |

## Sources
- Palmarès masculin sur cyclebase.nl
- Palmarès féminin sur cyclebase.nl